# Peter Jones (skådespelare)
Peter Jones, född 12 juni 1920 i Wem, Shropshire, England, död 10 april 2000 i Westminster, London, England, var en brittisk skådespelare och manusförfattare. Han gjorde filmdebut 1944 som statist och gjorde sin sista filmroll 1999. Jones gjorde rollen som berättaren både i radioserien och TV-serien av Liftarens guide till galaxen 1978 och 1981.

## Filmografi, urval
- 1948 – Vice Versa
- 1951 – Det mörka rummet
- 1951 – Skuggan av en man
- 1953 – Gula ballongen
- 1953 – Han kom för att hämnas
- 1953 – På galej i Boulogne
- 1956 – Kompaniets svarta får
- 1957 – Skolflickorna slår till igen
- 1959 – Att rymma eller inte rymma
- 1960 – Bilgangstern
- 1960 – Skola för skojare
- 1963 – Panik i kubik
- 1975 – Den Rosa Pantern kommer tillbaka
- 1981 – Triumfens ögonblick